# 고봉황
고봉황(1970년 ~ )은 대한민국의 텔레비전 드라마 작가이다.

## 학력
- 제주동여자중학교
- 제주중앙여자고등학교
- 한양대학교 국어국문학과

## 집필 작품

### 텔레비전 드라마
| 연도      | 제목                | 방송사 | 유형      | 연출           | 비고              |
| --------- | ------------------- | ------ | --------- | -------------- | ----------------- |
| 2020-2021 | 누가 뭐래도         | KBS1   | 일일      | 성준해         |                   |
| 2014-2015 | 당신만이 내사랑     | KBS1   | 일일      | 진형욱, 박진석 |                   |
| 2012      | 내 인생의 단비      | SBS    | 아침      | 박용순         |                   |
| 2010      | 매리는 외박중       | KBS2   | 월화      | 홍석구, 김영균 | 11회부터 집필     |
| 2007-2008 | 착한여자 백일홍     | KBS2   | 아침      | 진형욱         |                   |
| 2005      | 열여덟 스물아홉     | KBS2   | 월화      | 김원용, 함영훈 | 김경희와 공동집필 |
| 2004      | 아름다운 유혹       | KBS2   | 아침      | 이덕건         | 이해정과 공동집필 |
| 2003      | 드라마시티 - 보리밭 | KBS2   | 단막      | 진형욱         |                   |
| 2002-2003 | 결혼이야기          | KBS2   | 주간 단막 | 진형욱         | 작가 다수         |

### 시사교양 프로그램
- 1994년 ~ 1995년 KBS 《체험 삶의 현장》
- 1996년 SBS 《생방송 행복찾기》
- 1997년 ~ 1999년 KBS 《이것이 인생이다》
- 1999년 다큐멘터리 《대한민국》

### 도서
- 《비바리》 (왕의서재, 2010)

## 같이 보기
- 고봉황의 텔레비전 드라마 각본 목록